# Barlow (Derbyshire)
Pour les articles homonymes, voir Barlow.
Barlow est une paroisse civile et un village du Derbyshire, en Angleterre.